# 조요촌 (군마현)
조요촌(일본어: 上陽村)은 일본 군마현 사와군에 설치되었던 촌이다. 현재의 다마무라정, 마에바시시에 해당한다.

## 역사
- 1889년 4월 1일 정촌제 시행으로, 인근 8촌이 합병하여 나와군 조요촌(上陽村)이 성립.
- 1896년 4월 1일 - 군 통합(사이군과 나와군의 통합)으로 사와군 소속이 됨.
- 1957년 8월 1일 - 다마무하정, 군난촌의 일부와 합병하여 다마무라정이 됨.
- 1960년 4월 1일 - 옛 조요촌의 일부가 다마무라정에서 마에바시시로 편입됨.